# ヴォログダ州

ヴォログダ州
ロシア語: Вологодская область

ヴォログダ州（ヴォログダしゅう、Вологодская область; Vologda Oblast）はロシア連邦北西部の州（オーブラスチ）。州都はヴォログダ。北西連邦管区に属する。

## 地理
東ヨーロッパ平原の北東部に位置する。北西部でオネガ湖に、南部でルイビンスク貯水池に面する。州西部にはベロエ湖がある。主要な河川は、北ドヴィナ川の支流であるスホナ川。面積の3分の2は森林に覆われている。
- 1月の平均気温 -14度
- 7月の平均気温 +18度
- 年間平均降水量 500mm

## 歴史
州のいくつかの都市は1000年に及ぶ歴史を持ち、ロシアでも有数の古い地域である。ピョートル大帝の時代にヴォルガ川の運河がつくられて、産業が発達した。

## 経済
主要な産業は鉄鋼産業、化学工業、木材加工など。農業、酪農も盛んで、ヴォログダのバターが知られている。

## 主な都市

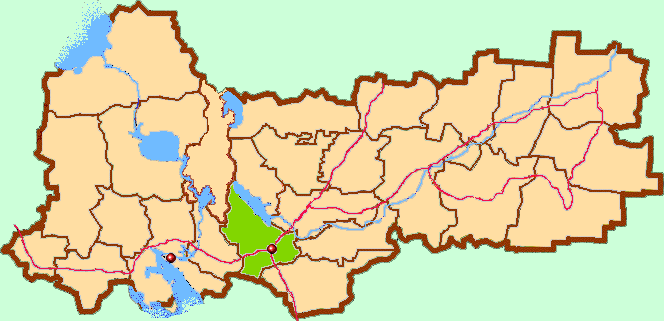
ヴォログダ州の地図
赤印は州都ヴォログダとチェレポヴェツ

- ヴォログダ - 州都
- チェレポヴェツ
- ソコル
- ヴェリキイ・ウスチュグ

## 標準時
この地域は、モスクワ時間帯の標準時を使用している。時差はUTC+3時間で、夏時間はない。（2011年3月までは標準時がUTC+3、夏時間がUTC+4、同年3月から2014年10月までは通年UTC+4であった）